# Алхан-Юрт
Алхан-Юрт (рос. Алхан-Юрт) — село у Урус-Мартановському районі Чечні Російської Федерації.
Населення становить 9783 особи. Входить до складу муніципального утворення Алхан-Юртовське сільське поселення.

## Історія
Згідно із законом від 14 липня 2008 року органом місцевого самоврядування є Алхан-Юртовське сільське поселення.

## Населення
| 1979 | 1990  | 2002  | 2010  |
| ---- | ----- | ----- | ----- |
| 6113 | ↗6843 | ↗8860 | ↗9783 |